# Берег Маклая

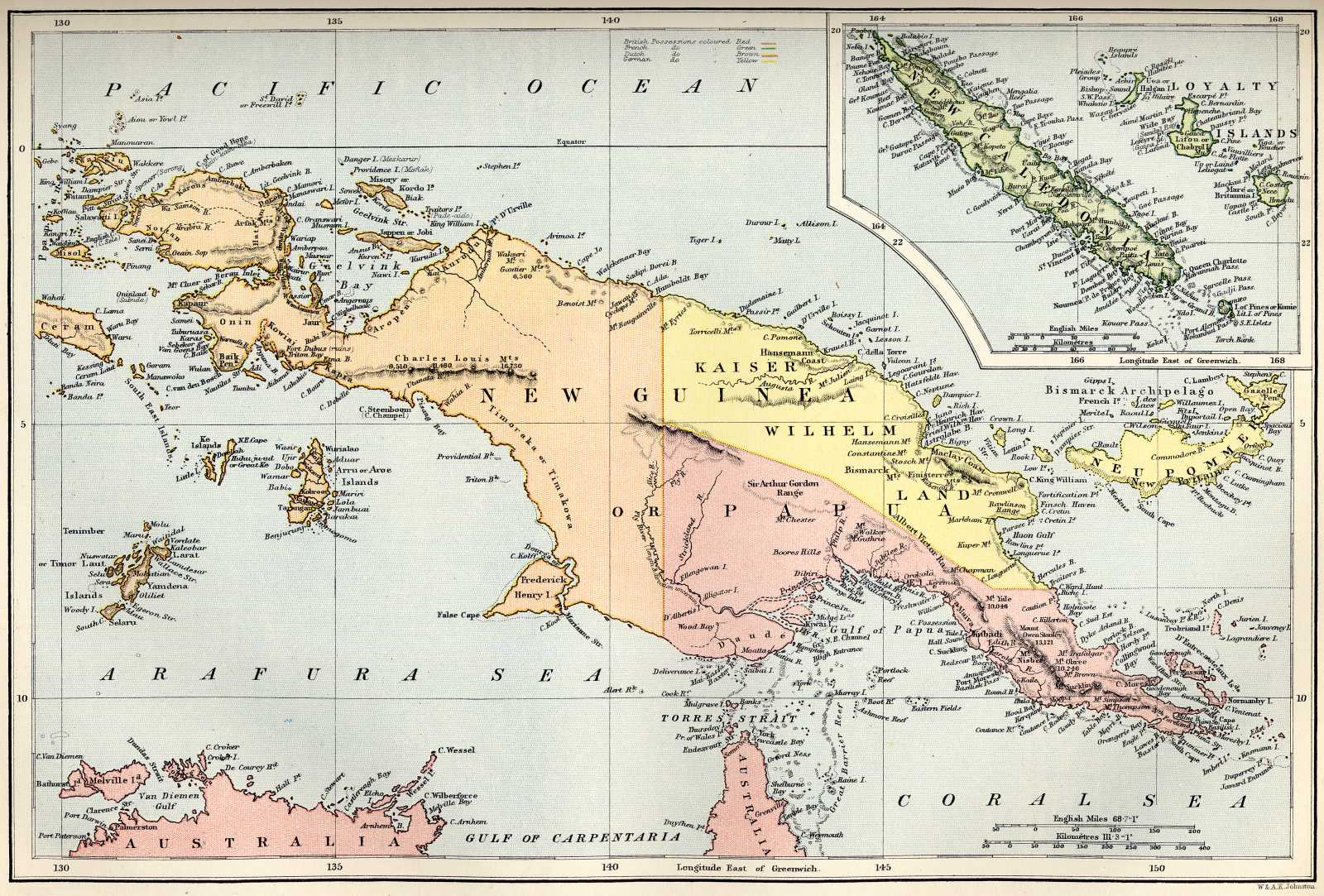
Берег Маклая після поділу острова Нова Гвінея, 1884 рік.

Бе́рег Макла́я (англ. Maclay Coast) — ділянка північно-східного узбережжя острова Нова Гвінея між 5 і 6 ° пд.ш. протяжністю близько 300 км між затокою Астролябія (англ. Astrolabe Bay) і півостровом Гуон.

## Історія
Територія була досліджена російським ученим українського походження Миколою Миклухо-Маклаєм у період його тривалого перебування на острові у 1871–1872, 1876–1877, 1883 роках.
У 1873 році Маклай писав з приводу цієї назви:
Також вченим були запропоновані проекти заснування на острові російської колонії. Із пропозицією встановити російський протекторат над Берегом Маклая учений вперше звернувся до уряду Російської імперії у 1875, але пропозиція була відхилена через «віддаленість цієї країни і відсутності там російських інтересів».
Активізація колоніальної діяльності Великої Британії та Німеччини у регіоні змусила вченого в 1883–1884 роках знову звернутися з подібною пропозицією до імператора Олександра III, великого князю Олексія Олександровича та міністра закордонних справ М. К. Гірса. Передбачався і запасний варіант — визнання самостійності території.
Російський історик О. Ю. Плотніков наголошує, що на цей момент у Російській імперії був цілий ряд підстав, найвагомішим з яких був, відповідно до діючих норм міжнародного права, факт придбання вченим, російським підданим, значних ділянок землі, заявити свої права на цю територію. Можливість встановлення протекторату полегшувалася тим фактом, що в жовтні 1884 року Велика Британія встановила протекторат тільки над південною частиною Нової Гвінеї.
Звернення Миклухо-Маклая було розглянуто на спеціальному обговоренні, за участю міністра закордонних справ Гірса, директора департаменту внутрішніх відносин МЗС Ф. Р. Остен-Сакена та керівника морського міністерства адмірала І. О. Шестакова, у жовтні-грудні 1884. Звернення було відхилено у зв'язку з побоюваннями, що Росія не зможе утримати за собою цю віддалену територію, хоча особливо підкреслювалася важливість не допустити встановлення в Тихоокеанському регіоні порядків, незгодних з російськими інтересами, а до вченого зверталися з проханням інформувати уряд про поточну ситуацію.
Проте вже 5 грудня 1884 Німеччина оголосила про встановлення свого протекторату над північною частиною Нової Гвінеї і прилеглими островами.
Підготовка цієї операції розпочалася в серпні 1884 року, коли в Сідней як представник торгової місії і керівник експедиції прибув німецький мандрівник О. Фінш, що мав спеціальні повноваження канцлера Бісмарка. 29 вересня 1884 він висадився на Берег Маклая, де в районі села Бонга, видаючи себе за брата Миклухо-Маклая, придбав ділянку землі. На цій підставі 5 жовтня 1884 він підняв там прапор Німеччини. Надалі подібну операцію Фінш проробив на островах Били-Били і Грагед. Через місяць північно-східне узбережжя і прилеглі острови обійшов німецький військовий корабель, проголосивши німецький протекторат над територією.
Як зазначає Плотніков, навіть у цій ситуації залишалася можливість претендувати на частину території північно-східного узбережжя Нової Гвінеї, але уряд Росії обмежився зверненням до уряду Німеччини з попередженням про недопущення утисків приватних прав Миклухо-Маклая, придбаних ним на підставі раніше укладених угод з жителями острова.

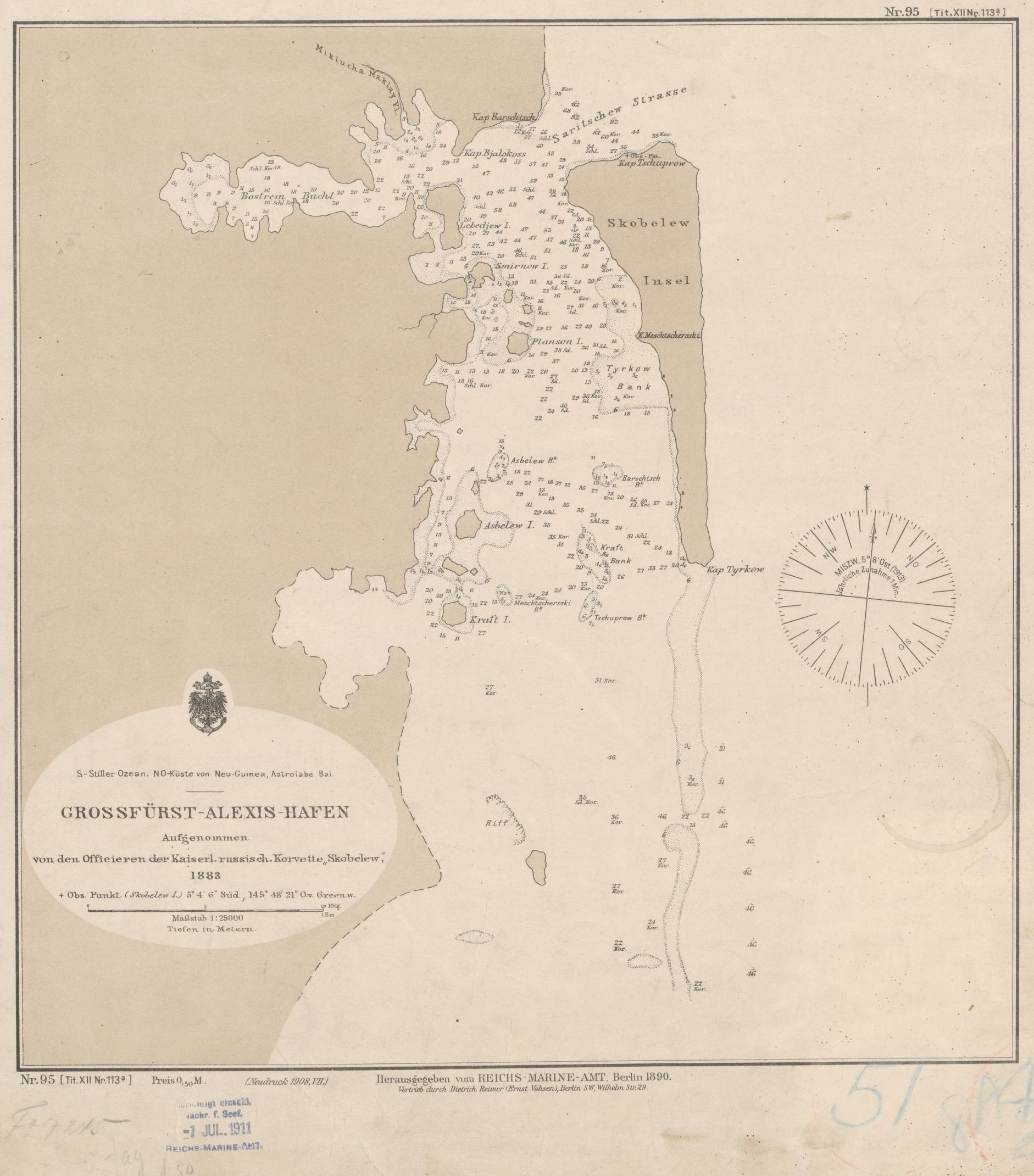
Мапа північної частини затоки Астролябія біля (Alexishafen), складена під час перебування російського корвета «Скобелев», 1883 рік

Чергову спробу зберегти хоча б частину території за Російською імперією учений зробив у 1886, звернувшись до Олександра III з проханням дозволити йому заснувати у Порту Олексій або на одному з незайнятих островів російську колонію. Миклухо-Маклаю вдалося навіть зібрати 1200 заявок від добровольців (їх число збільшилося за словами вченого до «понад 2000» в лютому 1887), готових переселитися до нової колонії.
Створений для розгляду проекту Миклухо-Маклая комітет у засіданнях якого вчений взяв особисту участь, 9 грудня 1886 відхилив проект Миклухо-Маклая, мотивуючи свою відмову тим, що «підняття російського прапора неминуче залучило б уряд у цілий ряд дорогих заходів без суттєвої користі для держави».
Німецька колонія проіснувала на Березі Маклая до Першої світової війни, коли вона була окупована австралійськими військами, а потім була перетворена в Австралійську підмандатну територію.
Цю назву узбережжя зберегло й до сьогодні, належить Папуа Новій Гвінеї (провінція Маданг).